# Historic England
Historic England —oficialmente, la Historic Buildings and Monuments Commission for England (literalmente, «Comisión de Edificios y Monumentos Históricos de Inglaterra»)— es un organismo público no departamental de tipo ejecutivo del Gobierno del Reino Unido patrocinado por el Departamento de Digitalización, Cultura, Medios de Comunicación y Deporte y encargado de la protección del entorno histórico de Inglaterra conservando y catalogando edificios históricos, planificando monumentos antiguos, registrando parques y jardines históricos y asesorando al gobierno central y local.
El organismo fue creado por la Ley del Patrimonio Nacional de 1983 (National Heritage Act), y desde abril de 1984 hasta abril de 2015 funcionó bajo el nombre de English Heritage. En 2015, tras los cambios en la estructura de English Heritage que trasladaron la protección de la colección nacional de patrimonio al tercer sector, en concreto al English Heritage Trust, el organismo resultante fue renombrado Historic England.
El organismo también heredó el archivo de English Heritage y los proyectos vinculados como Britain from Above, lo que hizo que trabajara junto con la Comisión Real de Monumentos Antiguos e Históricos de Gales y la Comisión Real de Monumentos Antiguos e Históricos de Escocia para digitalizar, catalogar y publicar en línea 96 000 de las imágenes más antiguas de Aerofilms. El archivo también alberga varias colecciones nacionales, incluidos los resultados de proyectos más antiguos, como la Comisión Real de Monumentos Históricos de Inglaterra e Images of England.

## Responsabilidades

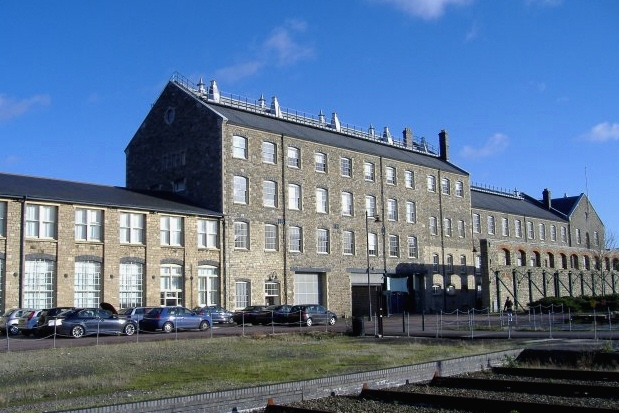
La oficina de Historic England en Swindon, sede de sus archivos.

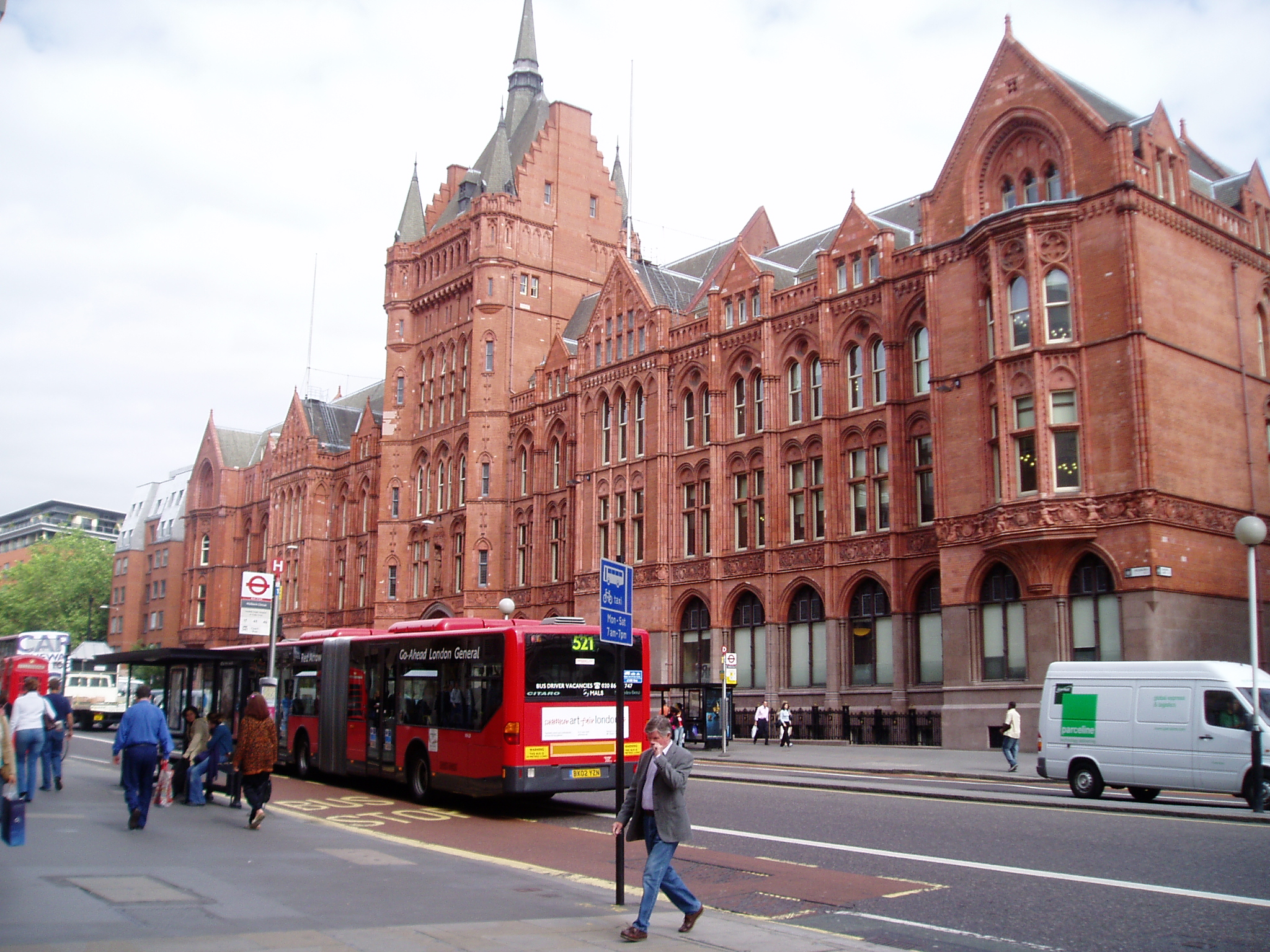
La antigua oficina de Historic England en Londres, en Holborn Bars.

Historic England heredó la posición de English Heritage como asesor legal del Gobierno del Reino Unido y consultor preceptivo sobre todos los aspectos del entorno histórico y sus activos patrimoniales. Esto incluye la arqueología sobre el terreno y submarina, los edificios y barrios históricos, los paisajes designados y los elementos históricos del paisaje en sentido amplio. También monitoriza e informa sobre el estado del patrimonio de Inglaterra y publica el estudio anual Heritage at Risk, que es una de las estadísticas oficiales del Gobierno del Reino Unido. Está encargado, en general, de asegurar la conservación y mejora del patrimonio de Inglaterra para beneficio de las generaciones futuras.
Sus responsabilidades incluyen:
- Encargarse de las colecciones importantes a nivel nacional de fotografías, dibujos y otros registros que documenten el entorno histórico de Inglaterra y daten de a partir del siglo xviii.
- Conceder subvenciones a organizaciones nacionales y locales para la conservación de edificios históricos, monumentos y paisajes. En 2013-2014 concedió subvenciones por valor de más de 13 millones de libras para apoyar a los edificios patrimoniales.[8]
- Asesorar al Gobierno central del Reino Unido sobre qué activos patrimoniales ingleses son importantes a nivel nacional y deberían ser protegidos por designación.[9][10]
- Administrar y mantener el registro de monumentos clasificados, monumentos planificados, campos de batalla registrados, lugares declarados Patrimonio de la Humanidad y parques y jardines protegidos de Inglaterra.[11] Este registro es publicado en línea como la National Heritage List for England.
- Asesorar a las autoridades locales sobre cómo gestionar modificaciones en su patrimonio.
- Proporcionar experiencia a través del asesoramiento, la formación y la orientación para mejorar los estándares y habilidades de las personas que trabajan en los campos del patrimonio, la conservación y el acceso a recursos. En 2009–2010 formó a unos doscientos profesionales que trabajaban en autoridades locales y en el sector público en sentido amplio.[8]
- Colaborar con otros organismos y organizaciones de patrimonio y urbanismo locales y nacionales.[12]
- Encargar y realizar investigaciones arqueológicas, incluida la publicación de Heritage Counts[13] y Heritage at Risk, estudios de investigación anuales sobre el estado del patrimonio de Inglaterra.

No es responsable de aprobar modificaciones a los monumentos clasificados, ya que la gestión de los monumentos clasificados es competencia de las autoridades locales de urbanismo y del Departamento de Igualdad de Oportunidades, Vivienda y Comunidades. Historic England también es responsable de la colección nacional de patrimonio de lugares históricos importantes a nivel nacional, actualmente en manos públicas. Sin embargo, no gestiona estos lugares dado que esta función es desempeñada por el English Heritage Trust bajo licencia hasta 2023.